# Eastern Color Printing
A Eastern Color Printing Company foi uma empresa norte-americana que começou a publicar revista em quadrinhos em 1933. No início, era apenas republicações de tiras de quadrinhos de jornais, mas depois, passou a publicar material inédito. A Eastern Color Printing foi incorporada em 1928, e logo tornou-se bem sucedida ao imprimir secções de jornais dominicias em cores para vários jornais da Nova Inglaterra e Nova Iorque.  A Eastern é mais notável pelas produções de Funnies on Parade e Famous Funnies, duas das publicações que deram origem à indústria de comic book ["gibis"] norte-americano.
A Eastern publicou seus próprios gibis até meados da década de 1950, e continuou a imprimir gibis para outras editoras até 1973.  A Eastern Color Printing passou por problemas financeiros de meados de 1970 a 2002, quando a empresa fechou as portas, vítima das mudanças na tecnologia de impressão.

## Fatos marcantes
Em 1933, a Eastern Color Printing Company usou suas prensas ociosas no turno da noite para publicar Funnies on Parade [“desfile de piadinhas”], livro que compilava tiras de jornais dominicais. As tiras eram publicadas lado a lado numa única página em formato tabloide, dobrada ao meio e grampeada, depois vendida à Procter & Gamble para ser dada de brinde. No ano seguinte, a Eastern Color colocou o preço de dez cents na capa de Famous Funnies #1 e vendeu mais de 200 mil exemplares em banca; de uma hora para outra, a série passou a render US$ 30 mil por mês.

## Títulos publicados
Fonte:[carece de fontes?]
- The Amazing Willie Mays (1 edição, 1954)
- Big Chief Wahoo (7 edições, 1942–1943)
- Buck Rogers (6 edições, 1940–1943)
- Buster Crabbe (12 edições, 1951–1953)
- Club 16 Comics (4 edições, 1948–1949)
- Conquest (1 edição, 1955)
- Dickie Dare (4 edições, 1941–1942)
- Dover the Bird (1 edição, 1955)
- Famous Funnies – Series One (1 edição, 1934)
- Famous Funnies (218 edições, 1934–1955)
- Heroic Comics (97 edições, 1940–1955. Inicialmente como Reg'lar Fellers' Heroic Comics e nos últimos anos como New Heroic Comics)
- Jingle Jangle Comics (42 edições, 1942–1949)
- The John Hix Scrapbook (2 edições, 1938–1939)
- Juke Box Comics (6 edições, 1948–1949)
- Mickey Finn (4 edições, 1942–1944, continuou depois pela Columbia Comics)
- Movie Love (22 edições, 1950–1953)
- Napoleon and Uncle Elby (1 edição, 1942)
- Oaky Doaks (1 edição, 1942)
- Personal Love (33 edições, 1950–1955)
- Steve Roper (5 edições, 1948)
- Strictly Private (2 edições, 1942)
- Sugar Bowl Comics (5 edições, 1948–1949)
- Tales from the Great Book (4 edições, 1955–1956)

Os brindes incluem
- Century of Comics (1 edição, 1933)
- Famous Funnies – A Carnival of Comics (1 edição, 1933)
- Funnies on Parade (1 edição, 1933)
- Gulf Funny Weekly/Gulf Comic Weekly  (422 edições, 1933–1941)
- Skippy’s Own Book of Comics (1 edição, 1933)
- Standard Oil Comics (19 edições, 1933–1934)
- Toy World Funnies (1 edição, 1933)